# Euceros croceus
Euceros croceus là một loài tò vò trong họ Ichneumonidae.